# لانتن (پنسیلوانیا)
لانتن، پنسیلوانیا (به انگلیسی: Lawnton, Pennsylvania) یک منطقه سرشماری‌شده در ایالات متحده آمریکا است که در شهرستان دوفین واقع شده است.

## خصوصیات
لانتن ۲٫۹ کیلومترمربع مساحت و ۳٬۷۸۷ نفر جمعیت دارد.